# Jezussoetra's
De Jezussoetra's is een naam die sinds eind twintigste eeuw door een aantal westerse auteurs gegeven is aan negen in het Chinees geschreven nestoriaanse teksten uit de periode van de Tang-dynastie (618-907). De teksten waren onderdeel van de grote vondst van manuscripten in 1900, de manuscripten van Dunhuang. Samen met de tekst van de inscriptie op de in 781 opgerichte Nestoriaanse stele in Xi'an zijn de Jezussoetra's de belangrijkste bron voor de geschiedenis van het nestorianisme in China tijdens de betreffende periode.

## Omstreden naamgeving
De term Jezussoetra's is eind twintigste eeuw geïntroduceerd door een aantal westerse christelijke auteurs, die dat kennelijk een aansprekende term achtten. Een bekend voorbeeld is het werk van Martin Palmer, The Jesus Sutras: Rediscovering the Lost Religion of Taoist Christianity. In deze boeken  wordt een betekenis aan de aanwezigheid van het nestoriaanse christendom in China in deze periode toegekend die in het vakgebied zeer omstreden is.
Ook het hanteren in dit verband van de term soetra is omstreden. In de boeddhistische literatuur is een soetra een tekst, die geacht wordt uitgesproken te zijn door de historische Boeddha dan wel geacht wordt zijn instemming te hebben. De boeddhistische soetra's zijn opgenomen in de Pali-canon en in andere canons van de diverse boeddhistische tradities.
De nestoriaanse missionarissen verbonden aan de naam van een aantal van hun teksten de term jing. In het Chinees wordt aan alle klassiek-religieuze teksten met die term gerefereerd. In de context van boeddhistische teksten die onderdeel van een canon zijn is de vertaling daarvan soetra. In latere perioden werd de term jing ook gehanteerd voor de Bijbel en de Koran. De Jezussoetra's zijn echter zeker geen canonieke teksten. Een meer geëigende vertaling zou boek zijn.

## Achtergrond
De geschiedenis van het christendom in China begint met de aankomst van Alopen, een missionaris van de nestoriaanse Kerk van het Oosten. Zijn aankomst in 635 in Chang'an, de toenmalige hoofdstad, is vastgelegd in een edict uit 638 van de keizer Taizong (r. 626-649) van de Tang-dynastie. De nestoriaanse aanwezigheid in China met een aantal kerken en kloosters duurde tot even na 845. In dat jaar werden alle buitenlandse religies in China verboden. Het besluit hiertoe was in de eerste plaats gericht tegen het georganiseerde boeddhisme.
Het besluit had echter ook consequenties voor het christendom, het manicheïsme en het zoroastrisme. Alle geestelijken van de verboden religies dienden naar een lekenbestaan terug te keren en werden daarna behandeld als alle andere immigranten. Het christendom verdween geheel uit China en zou daar pas weer terugkeren in de dertiende eeuw, tijdens de periode van de Yuan-dynastie.

## De term Da Qin
In de manuscripten wordt het nestorianisme een aantal malen met de term de Stralende Religie van Da Qin aangeduid. Tijdens de laatste periode van de Han-dynastie (206 v.Chr. - 220 na Chr.) werd met Da Qin het oostelijk deel van het toenmalige Romeinse Rijk bedoeld. Daarna werd het in China gebruikt voor de oostelijke delen van het toenmalige Byzantijnse Rijk. Gedurende de periode van de Tang-dynastie werd voor het Byzantijnse rijk na ongeveer 700 de naam Fulin gebruikt. Da Qin kreeg in die periode een meer religieuze dan geografische betekenis.

## De teksten
- Xu ting Mi shi suo jing , (het Boek van Jezus Messias) is zonder twijfel de oudste tekst. Het wordt  aan Alopen toegeschreven. Het is het eerste werk dat hij waarschijnlijk onmiddellijk na aankomst in Chang'an in 635 heeft  geschreven. Het dateert in ieder geval nog van voor 638. Het Boek begint met een theologische introductie van een aantal elementen uit de christelijke doctrine. God is de Heer van al het leven en de mens is eigenzinnig en geneigd tot zonde. Het wordt gevolgd door een wat aangepaste versie van de Tien geboden. Het besluit met een samenvatting van het Evangelie vanaf de Maagdelijke geboorte tot aan de Kruisiging. De afhankelijkheid van de Chinese keizer voor het tolereren van deze voor China vreemde religie wordt in de tekst tot uitdrukking gebracht. Die is duidelijk over de stelling van de superioriteit van God, maar benadrukt ook vooral het belang van het vereren van de keizer.[1]
- Yi shen lun  (Verhandeling over het monotheïsme) is een korte tekst die een inleiding is op de volgende drie teksten. Deze vier teksten worden gedateerd op 638 of 641. Het is mogelijk dat ze door Alopen zijn geschreven, maar het auteurschap van een andere - onbekende –  missionaris in zijn gezelschap is ook mogelijk.
- Yu di er (De Gelijkenis)
- Yi tian lun di yi (Verhandeling over het Uniek Zijn van de Heer van het Universum)
- Shi zun bu shi lun di san (De Verhandeling van de Heer van het Universum over het geven van aalmoezen). Deze tekst heeft een uitgebreide samenvatting van de Bergrede, een beschrijving van de Kruisiging en de Opstanding.
- Da Qin jingjiao sanwei mengdu zan (De Hymne van de Stralende Religie van Da Qin ter aanbidding van de heilige Drie-eenheid). Deze tekst handelt over de Heilige Drie-eenheid. In het vakgebied wordt aan deze tekst vaak gerefereerd als de nestoriaanse variant van het Gloria in excelsis Deo, omdat het een Chinese vertaling van de Syrische versie van de hymne bevat.
- Zun jing (Het Boek van Eer). Ook deze tekst handelt over de Heilige Drie-eenheid. Deze tekst bevat verder een inventarisatie van een aantal op het moment van het schrijven van Zun jing bekende andere nestoriaanse teksten. Er is een noot in de tekst die de naam bevat van de monnik Jingjing, de auteur van de tekst op de Nestoriaanse stele. Dit manuscript moet daarom na 781 worden gedateerd.
- Zhi xuan an le jing (Het boek van de Mysterieuze rust en vreugde). Deze tekst bevat een aantal redes over religieuze principes. Deze tekst maakt deel uit van de inventarisatie in Zun jing en moet dus eerder dan dit geschreven zijn.
- Da Qin jingjiao Xuanyuang ben jing (Het Boek van de Stralende Religie van Da Qin over de Oorsprong van de Oorsprong). Ook deze tekst bevat een aantal redes over religieuze principes en maakt deel uit van de inventarisatie in Zun jing en moet dus eveneens eerder dan dit geschreven zijn.

In 1943 werden in een verzameling in Tokio nog twee andere manuscripten "ontdekt", die nu bekendstaan als Kojima A en Kojima B. Haast een halve eeuw werden deze als authentieke nestoriaanse teksten uit de periode erkend. In 1992 kwam vast te staan dat de manuscripten vervalsingen uit de eerste helft van de twintigste eeuw zijn.

## Kenmerken van de teksten
De vroegste nestoriaanse teksten maakten gebruik van boeddhistische begrippen voor het vertalen van christelijke concepten. God wordt in de vroegste tekst Fo 佛 (Boeddha) genoemd. In de latere teksten is er al snel een ontwikkeling te zien. 
Een opvallend aspect in de meeste nestoriaanse teksten is namelijk dat fonetische aanduidingen voor begrippen in de Chinese vertaling zeer veel meer voorkomen dan bijvoorbeeld in vertalingen vanuit documenten van het manicheïsme en het zoroastrisme. Dat maakt duidelijk dat de nestoriaanse missionarissen geen verwarring wensten tussen hun God en die van de goden in het land dat ze trachtten te bekeren.  De naam van de  Messias werd eerst geschreven als  Mishisuo en daarna als Mishihe.
Een tweede opvallend aspect is dat er in geen van deze manuscripten voor het nestorianisme kenmerkende teksten te vinden zijn. Nergens wordt in de teksten de nestoriaanse opvatting over  de scheiding tussen Jezus' goddelijke en menselijke natuur vermeld. Er is slechts een in de omgeving van Turpan gevonden fragment waar Maria  als de Moeder van Christus wordt beschreven in tegenstelling tot het concept van de Moeder van God. De nestoriaanse missionarissen in China zagen kennelijk geen enkele prioriteit bij hun missiearbeid in het vermelden van de doctrinaire verschillen met de rest van het christendom.